# Lacomb
Holley az Amerikai Egyesült Államok északnyugati részén, Oregon állam Linn megyéjében, Lebanontól 16 km-re északkeletre elhelyezkedő statisztikai település. A 2010. évi népszámláláskor 546 lakosa volt. Területe 10,3 km², melynek 100%-a szárazföld.
A helyiséget 1889 decemberében nevezte el egy telepes fia, W.J. Turnidge.

## Népesség
A 2010-es népszámláláskor  546 lakója, 196 háztartása és 149 családja volt. A népsűrűség 53 fő/km2. A lakóegységek száma 208, sűrűségük 20,2 db/km2. A lakosok 91,6%-a fehér,  3,3%-a indián,   1,8%-a egyéb, 3,3%-a pedig kettő vagy több etnikumú. A spanyol vagy latino származásúak aránya 3,8% (1,8% mexikói, 1,5% Puerto Ricó-i,  0,5% egyéb spanyol vagy latino származású.)
A háztartások 24,5%-ában élt 18 évnél fiatalabb. 63,3% házas, 6,1% egyedülálló nő, 6,6% egyedülálló férfi, 24% pedig nem család. 18,9% egyedül élt; 8,2%-uk 65 éves vagy idősebb. Egy háztartásban átlagosan 2,73 személy élt; a családok átlagmérete 3,11 fő.
A medián életkor 47 év volt. Lakóinak 20,9%-a 18 évesnél fiatalabb, 4,2% 18 és 24 év közötti, 19,7%-uk 25 és 44 év közötti, 33,7%-uk 45 és 64 év közötti, 19,2%-uk pedig 65 éves vagy idősebb. A lakosok 50,2%-a férfi, 49,8%-a pedig nő.

## Fordítás
Ez a szócikk részben vagy egészben  a   Lacomb, Oregon című angol Wikipédia-szócikk ezen változatának fordításán alapul.  Az eredeti cikk szerkesztőit annak laptörténete sorolja fel. Ez a jelzés csupán a megfogalmazás eredetét és a szerzői jogokat jelzi, nem szolgál a cikkben szereplő információk forrásmegjelöléseként.